# Paspalum goyasense
Paspalum goyasense là một loài thực vật có hoa trong họ Hòa thảo. Loài này được Davidse, Morrone, Zuloaga mô tả khoa học đầu tiên năm 2001.